# Тепече
Тепече је насељено место града Краљева у Рашком округу. Према попису из 2022. било је 61 становника.
Овде се налази Црква Светог Николе у Тепечима.

## Демографија
У насељу Тепече живи 184 пунолетна становника, а просечна старост становништва износи 54,4 година (52,8 код мушкараца и 56,4 код жена). У насељу има 83 домаћинства, а просечан број чланова по домаћинству је 2,35.
Ово насеље је великим делом насељено Србима (према попису из 2002. године), а у последња три пописа, примећен је пад у броју становника.
|  |

| Демографија | Демографија | Демографија |
| Година      | Становника  | Становника  |
| ----------- | ----------- | ----------- |
| 1948.       | 159         |             |
| 1953.       | 170         |             |
| 1961.       | 172         |             |
| 1971.       | 163         |             |
| 1981.       | 533         |             |
| 1991.       | 337         | 336         |
| 2002.       | 195         | 195         |

| Етнички састав према попису из 2002.‍ | Етнички састав према попису из 2002.‍ | Етнички састав према попису из 2002.‍ | Етнички састав према попису из 2002.‍ | Етнички састав према попису из 2002.‍ |
| ------------------------------------ | ------------------------------------ | ------------------------------------ | ------------------------------------ | ------------------------------------ |
|                                      |                                      |                                      |                                      |                                      |
| Срби                                 | Срби                                 |                                      | 192                                  | 98,46%                               |
| непознато                            | непознато                            |                                      | 3                                    | 1,53%                                |

| Година пописа     | 1948. | 1953. | 1961. | 1971. | 1981. | 1991. | 2002. |
| ----------------- | ----- | ----- | ----- | ----- | ----- | ----- | ----- |
| Број домаћинстава | 24    | 26    | 30    | 30    | 130   | 109   | 83    |

| Број чланова      | 1  | 2  | 3  | 4 | 5 | 6 | 7 | 8 | 9 | 10 и више | Просек |
| ----------------- | -- | -- | -- | - | - | - | - | - | - | --------- | ------ |
| Број домаћинстава | 23 | 34 | 15 | 4 | 2 | 3 | 1 | 1 | 0 | 0         | 2,35   |

| Пол    | Укупно | Неожењен/Неудата | Ожењен/Удата | Удовац/Удовица | Разведен/Разведена | Непознато |
| ------ | ------ | ---------------- | ------------ | -------------- | ------------------ | --------- |
| Мушки  | 101    | 25               | 61           | 14             | 1                  | 0         |
| Женски | 83     | 3                | 61           | 17             | 0                  | 2         |
| УКУПНО | 184    | 28               | 122          | 31             | 1                  | 2         |

| Пол    | Укупно                    | Пољопривреда, лов и шумарство | Рибарство                            | Вађење руде и камена | Прерађивачка индустрија       |
| ------ | ------------------------- | ----------------------------- | ------------------------------------ | -------------------- | ----------------------------- |
| Мушки  | 44                        | 31                            | 0                                    | 1                    | 8                             |
| Женски | 42                        | 42                            | 0                                    | 0                    | 0                             |
| УКУПНО | 86                        | 73                            | 0                                    | 1                    | 8                             |
| Пол    | Производња и снабдевање   | Грађевинарство                | Трговина                             | Хотели и ресторани   | Саобраћај, складиштење и везе |
| Мушки  | 0                         | 0                             | 0                                    | 0                    | 2                             |
| Женски | 0                         | 0                             | 0                                    | 0                    | 0                             |
| УКУПНО | 0                         | 0                             | 0                                    | 0                    | 2                             |
| Пол    | Финансијско посредовање   | Некретнине                    | Државна управа и одбрана             | Образовање           | Здравствени и социјални рад   |
| Мушки  | 0                         | 0                             | 1                                    | 0                    | 0                             |
| Женски | 0                         | 0                             | 0                                    | 0                    | 0                             |
| УКУПНО | 0                         | 0                             | 1                                    | 0                    | 0                             |
| Пол    | Остале услужне активности | Приватна домаћинства          | Екстериторијалне организације и тела | Непознато            | Непознато                     |
| Мушки  | 0                         | 0                             | 0                                    | 1                    | 1                             |
| Женски | 0                         | 0                             | 0                                    | 0                    | 0                             |
| УКУПНО | 0                         | 0                             | 0                                    | 1                    | 1                             |